# Protesty przeciwko reformie systemu emerytalnego we Francji (2023)

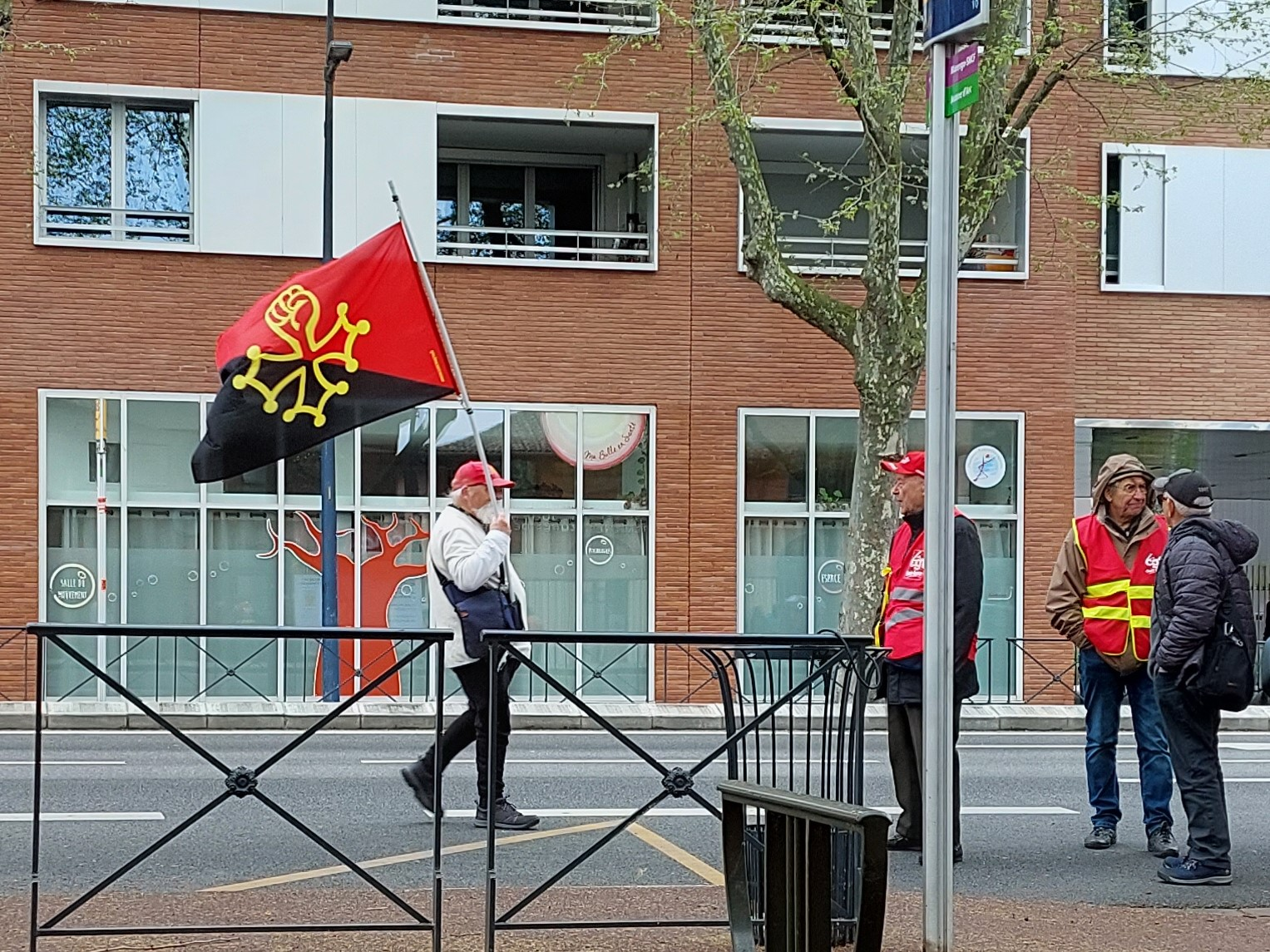
Protestujący w Tuluzie (Oksytania), 13 kwietnia 2023 r.

Protesty przeciwko reformie systemu emerytalnego we Francji (2023) – masowe protesty i strajki we Francji przeciwko planom podniesienia wieku emerytalnego zgłoszonym przez rząd Élisabeth Borne i prezydenta Emmanuela Macrona. Demonstracje rozpoczęły się 19 stycznia 2023. 
10 stycznia 2023 roku prezydent Macron zapowiedział reformę systemu emerytalnego, która podnosi wiek uprawniający do minimalnej emerytury z 62 do 64 lat. Obietnica reformy była ważnym postulatem kampanii wyborczej prezydenta Macrona. W 2019 roku w trakcie swojej poprzedniej kadencji Macron również próbował przeprowadzić reformę emerytalną, ale zakończyło się to niepowodzeniem.
Zwolennicy reformy twierdzą, że zmiany zapobiegną rosnącemu deficytowi budżetowemu, który wynika ze starzenia się społeczeństwa i niskiego współczynnika urodzeń. Na skutek tych procesów demograficznych w 2020 roku na jednego emeryta przypadało 1,7 osób pracujących, a według prognoz w 2070 współczynnik ten ma wynosić 1,2. Przeciwnicy (związki zawodowe, lewica) zwracają uwagę, że reforma negatywnie wpływa na gorzej zarabiających pracowników fizycznych, którzy wykonują ciężkie, wyczerpujące fizyczne prace i wg statystyk żyją znacznie krócej niż lepiej zarabiający pracownicy. Proponują, by w celu ograniczenia deficytu budżetu zwiększyć podatki od najbogatszych, a nie podwyższać wiek emerytalny.
Pierwsze protesty wybuchły 19 stycznia 2023, 1,1 mln osób protestowało w Paryżu i innych francuskich miastach. Protestujący domagali się wycofania z postulatów reformy. Prezydent Macron zapowiedział, że nie ulegnie żądaniom. Kolejne duże protesty miały miejsce w lutym, marcu i kwietniu.
Wyrazem sprzeciwu wobec planów reform były również liczne strajki. Dotkliwy był strajk pracowników służb oczyszczania miasta w Paryżu, którzy przez 3 tygodnie nie odbierali odpadów. Strajkowali również pracownicy transportu publicznego.
16 marca 2023 francuski rząd sięgnął do artykułu 49.3 konstytucji w pracach legislacyjnych nad zmianami. Umożliwiło to pominięcie niższej izby parlamentu, w której zwolennicy zmian nie mieli większości. Zabieg ten wywołał nowe gwałtowne fale protestów i strajków. Opozycja zgłosiła wotum nieufności dla rządu Élisabeth Borne. Premier udało się wygrać głosowanie w parlamencie.